# Городецкий, Роберт Шимшонович
Ро́берт Шимшо́нович (Семёнович) Городе́цкий (род. 10 апреля 1940) — советский и российский клоун, актёр. Автор номера «Грустная канарейка» («Блю-Блю-Блю-Канари…») в театре «Лицедеи». Член Академии дураков Славы Полунина (2006).
Городецким создан узнаваемый образ худощавого интеллигента во фраке и чёрном цилиндре.

## Биография
Роберт Городецкий родился 10 апреля 1940 года в Ленинграде в семье театрального художника.
Вырос в доме напротив первого в России стационарного цирка Чинизелли.
С детства мечтал стать артистом, но родители были против.
Чтобы ни от кого не зависеть, в случае если актёрская карьера не сложится, после школы Городецкий поступил в Техническое училище по специальности «системы отопления и вентиляции».
Учился в студии пантомимы при Доме культуры имени Ленсовета (Ленинград). Работал в Ленинградской областной филармонии. Был эквилибристом на проволоке, велоэквилибристом на одноколёсных велосипедах, иллюзионистом, жонглёром. Но в итоге стал клоуном.
В 1982 года Роберт Городецкий поступил на службу в клоун-мим-театр «Лицедеи», где его прозвали Папой и «Детопроводчиком».
В 1983 году Городецкий показал Вячеславу Полунину задуманный им ещё в январе 1981 года номер «Канарейки». Замысел родился сразу же при прослушивании грампластинки с записью песни «Blue Canary» в исполнении болгарского дуэта Марии Косевой и Николая Томова. В одном из видео-интервью Городецкий признался, что номер возник внезапно, как озарение: «Мне подарили пластинку, я слушал одну и ту же сторону 5 лет. Потом решил её перевернуть, и как только услышал эту песню, я ясно представил этот номер». Вскоре номер был впервые показан публике в Ленинградском дворце молодёжи.
В 1991 году, после отъезда Вячеслава Полунина за границу, Роберт Городецкий возглавил театр «Лицедеи». Позже его сменил на этом посту Анвар Либабов.
Ночью 16 декабря 2005 года на Роберта Городецкого было совершено нападение возле подъезда его дома на проспекте Науки в Санкт-Петербурге. У него были похищены сумка и мобильный телефон. В результате актёр получил тяжёлые увечья: открытую черепно-мозговую травму и перелом основания черепа. Городецкий пробыл в коме более трёх недель. Преступники так и не были найдены.
Роберт Городецкий вернулся на сцену 2 августа 2006 года во время проходящего в Москве ежегодного фестиваля «Планета клоунады». Для этого актёр выбрал свой самый знаменитый номер — «Blue Canary».

## Признание и награды
- Лауреат художественной премии «Петрополь» за 2006 год в номинации «За яркую индивидуальность и поиск новых форм»[11].

## Творчество

### Роли в театре
- «Катастрофа» (2003)
- «Покатуха»
- «Роберт Городецкий. Театр на бумаге» (моноспектакль)
- «Семьянюки» (2008)

### Фильмография
- 1975 — Любовь с первого взгляда — Володя, пассажир поезда
- 1979 — Трое в лодке, не считая собаки — фотограф
- 1986 — 01 («При пожаре звоните 01!», короткометражный, Киев, 1986)
- 1986 — Как стать звездой — клоун
- 1991 — Суперпробка[нем.] / Superstau (Германия) — повар
- 2005 — Бандитский Петербург. Фильм 7. Передел — «Обложка»
- 2006 — Питер FM — бомж
- 2014 — Петербург глазами клоуна (реж. Василий Ковалевский) — артист
- 2017 — Миры (документальный)
- 2017 — Каша (реж. Гелена Пирогова) — Семён Семёнович